# ایگور سرگیف
ایگور سرگیف (انگلیسی: Igor Sergeyev؛ ۲۰ آوریل ۱۹۳۸ – ۱۰ نوامبر ۲۰۰۶) یک سیاست‌مدار اهل اتحاد جماهیر سوسیالیستی شوروی بود. 
وی همچنین برنده جوایزی همچون قهرمان فدراسیون روسیه شده است.